# Sid Abel
Sidney Gerald Abel (22 de fevereiro de 1918 - 8 de fevereiro de 2000) foi um canadense profissional em hóquei no gelo, jogador e depois treinador da NHL. Ele jogou de 1939 a 1953, representando os Detroit Red Wings e Chicago Black Hawks e foi vencedor de três copas Stanley em 1943, 1950 e 1952 com os Detroit Red Wings.

## Estatísticas da carreira
| 1938–39            | Pittsburgh Hornets    | IAHL               | 41  | 21  | 24  | 45  | 27  | —  | —  | —  | —  | —  |
| 1938–39            | Detroit Red Wings     | NHL                | 15  | 1   | 1   | 2   | 0   | 3  | 1  | 1  | 2  | 2  |
| 1939–40            | Indianapolis Capitals | IAHL               | 21  | 7   | 11  | 18  | 10  | —  | —  | —  | —  | —  |
| 1939–40            | Detroit Red Wings     | NHL                | 21  | 1   | 5   | 6   | 4   | 5  | 0  | 3  | 3  | 21 |
| 1940–41            | Detroit Red Wings     | NHL                | 47  | 11  | 22  | 33  | 29  | 9  | 2  | 2  | 4  | 2  |
| 1941–42            | Detroit Red Wings     | NHL                | 48  | 18  | 31  | 49  | 45  | 12 | 4  | 2  | 6  | 8  |
| 1942–43            | Detroit Red Wings     | NHL                | 49  | 18  | 24  | 42  | 33  | 10 | 5  | 8  | 13 | 4  |
| 1944–45            | Lachine Rapides       | QPHL               | 2   | 2   | 2   | 4   | 2   | —  | —  | —  | —  | —  |
| 1945–46            | Detroit Red Wings     | NHL                | 7   | 0   | 2   | 2   | 0   | 3  | 0  | 0  | 0  | 0  |
| 1946–47            | Detroit Red Wings     | NHL                | 60  | 19  | 29  | 48  | 29  | 3  | 1  | 1  | 2  | 2  |
| 1947–48            | Detroit Red Wings     | NHL                | 60  | 14  | 30  | 44  | 69  | 10 | 0  | 3  | 3  | 16 |
| 1948–49            | Detroit Red Wings     | NHL                | 60  | 28  | 26  | 54  | 49  | 11 | 3  | 3  | 6  | 6  |
| 1949–50            | Detroit Red Wings     | NHL                | 69  | 34  | 35  | 69  | 46  | 14 | 6  | 2  | 8  | 6  |
| 1950–51            | Detroit Red Wings     | NHL                | 69  | 23  | 38  | 61  | 30  | 6  | 4  | 3  | 7  | 0  |
| 1951–52            | Detroit Red Wings     | NHL                | 62  | 17  | 36  | 53  | 32  | 7  | 2  | 2  | 4  | 12 |
| 1952–53            | Chicago Black Hawks   | NHL                | 39  | 5   | 4   | 9   | 6   | 1  | 0  | 0  | 0  | 0  |
| 1953–54            | Chicago Black Hawks   | NHL                | 3   | 0   | 0   | 0   | 4   | —  | —  | —  | —  | —  |
| Totalização da NHL | Totalização da NHL    | Totalização da NHL | 612 | 189 | 283 | 472 | 376 | 94 | 28 | 30 | 58 | 79 |